# Josef Ruederer
Josef Ruederer, född den 15 oktober 1861 i München, död den 20 oktober 1915 i Oberammergau, var en tysk författare.
Ruederer var en realistisk skildrare av det sydbayerska folklivet. Etsande skarp satir och uppfinningsrikedom utmärka hans intrigkomedi Die Fahnenweihe (1895), bitsk humor den till 1848 års revolution förlagda komedin Morgenröte (1905). Novellerna Tragikomödien (1908), sorgespelet Der Schmied von Kochel (1911), groteskerna Wallfahrer-, Maler- und Mördergeschichten (1899), romanen Ein Verrückter (1894), den ofullbordade Münchenromanen Das Erwachen (1916) med mera visa samma vassa karakteristik i den tyska naturalismens stil. 